# الهادي السلمي
الهادي السلمي ولد عام 1934، وتوفي عام 1995، فنان تشكيلي ونحات تونسي. 

## تكوينه
درس بمدرسة الفنون الجميلة بتونس ثمّ بأكاديمية الفنون الجميلة بباريس، وقد اهتم بالنحت، وتخرج عام 1958.

## معارضه
بدأ الهادي السلمي معارضة الشخصية الأولى بباريس عام 1966، وشارك في معارض جماعية سواء بفرنسا أو بلدان أخرى ومن بينها مصر حيث عرض بالإسكندرية عام 1968 والبرازيل عام 1969 والجزائر والمغرب. بالإضافة إلى تونس منذ عام 1968. (رواق الفنون في 1968 و1970، ورواق الأخبار في 1972 و1974، الخ...) 

## أعماله
من بين ما قدمه الهادي السلمي، مجموعة من المنحوتات المصغرة التي استلهمها من شخصيات من المدينة العتيقة. وهو من بين النحّاتين التونسيين الأوائل الذين أنجزوا منحوتات تعرض في البناءات الحضرية. 

## اعترافات
أحرز الهادي السلمي عام 1992 على الجائزة الوطنية للفنون التشكيلية وفي 1994، صدر دراسة مونغرافية عن هذا الفنّان عن دار سراس للنشر بتونس.